# Văn phòng Chủ tịch nước (Việt Nam)
Văn phòng Chủ tịch nước là cơ quan giúp việc của Chủ tịch nước và Phó Chủ tịch nước, có chức năng nghiên cứu, tham mưu tổng hợp và tổ chức phục vụ các hoạt động của Chủ tịch nước, Phó Chủ tịch nước; thực hiện nhiệm vụ và quyền hạn của Chủ tịch nước đã được Hiến pháp năm 2013 và Luật tổ chức Quốc hội quy định. Văn phòng Chủ tịch nước có trụ sở tại Phủ Chủ tịch.

## Nhiệm vụ
- Tổ chức việc công bố Lệnh của Chủ tịch nước công bố Hiến pháp, luật, pháp lệnh và các lệnh, quyết định khác của Chủ tịch nước[2]
- Phối hợp với Văn phòng Trung ương Đảng, Văn phòng Quốc hội, Văn phòng Chính phủ và các cơ quan hữu quan khác cung cấp thông tin phục vụ Chủ tịch nước, Phó Chủ tịch nước về tình hình hoạt động của Quốc hội, Ủy ban Thường vụ Quốc hội, Chính phủ, Tòa án nhân dân tối cao, Viện kiểm sát nhân dân tối cao và các cơ quan bảo vệ pháp luật khác, các cấp chính quyền địa phương trong việc thực hiện Hiến pháp, luật, pháp lệnh, các nghị quyết của Quốc hội, các quyết định của Chủ tịch nước, của Chính phủ; về tình hình chính trị, kinh tế, văn hóa, xã hội, quốc phòng-an ninh, đối ngoại; Nghiên cứu trình Chủ tịch nước và Phó Chủ tịch nước các kiến nghị nhằm góp phần thực hiện nghiêm chỉnh Hiến pháp, luật, pháp lệnh, nghị quyết của Quốc hội, các quyết định của Chủ tịch nước, của Chính phủ.[2]
- Phối hợp với các cơ quan hữu quan phục vụ Chủ tịch nước[2]
- Tổ chức việc tiếp nhận kiến nghị, đơn thư khiếu nại, tố cáo của công dân gửi đến Chủ tịch nước, Phó Chủ tịch nước và theo dõi, đôn đốc các cơ quan, tổ chức có trách nhiệm giải quyết theo quy định của pháp luật.[2]
- Phối hợp với Bộ Ngoại giao và các cơ quan hữu quan tổ chức và phục vụ các hoạt động đối ngoại của Chủ tịch nước, Phó Chủ tịch nước[2]
- Bảo đảm các điều kiện về vật chất, kỹ thuật phục vụ các hoạt động của Chủ tịch nước và Phó Chủ tịch nước, quản lý hành chính các văn bản, tư liệu của Chủ tịch nước, Phó Chủ tịch nước và của Văn phòng Chủ tịch nước, quản lý Nhà khách Phủ Chủ tịch; quản lý tổ chức, biên chế, cán bộ, ngân sách, tài sản được giao theo quy định của Nhà nước[2]
- Thực hiện các nhiệm vụ công tác khác do Chủ tịch nước giao cho[2]
- Tham mưu cho Chủ tịch nước trong công việc chỉ đạo, điều hành các hoạt động chung của nhà nước

## Lãnh đạo
- Chủ nhiệm: Lê Khánh Hải - Ủy viên Trung ương Đảng [5]
- Phó Chủ nhiệm:
  1. Phạm Thanh Hà
  2. Phan Thị Kim Oanh
  3. Nguyễn Hoàng Anh
  4. Cấn Đình Tài
  5. Nguyễn Dũng Tiến

## Cơ cấu tổ chức
(Theo Điều 3, Quyết định số 585-QĐ/CTN ngày 16 tháng 4 năm 2018 của Chủ tịch nước)
Văn phòng Chủ tịch nước bao gồm Chủ nhiệm, các Phó Chủ nhiệm Văn phòng; Trợ lý, Thư ký của Chủ tịch nước, Phó Chủ tịch nước và các vụ:
- Vụ Pháp luật
- Vụ Tổng hợp
- Vụ Đối ngoại
- Vụ Thi đua - Khen thưởng
- Vụ Tổ chức - Hành chính
- Vụ Quản trị - Tài vụ
- Vụ Quốc phòng - An ninh

## Chủ nhiệm Văn phòng qua các thời kỳ
- Lê Khánh Hải (2021-)
- Đào Việt Trung (2011-2021)
- Nguyễn Văn Chiền (2003-2011)
- Nguyễn Cảnh Dinh (1997-2003)